# Ärtemarks socken
Ärtemarks socken i Dalsland ingick i Vedbo härad, ingår sedan 1971 i Bengtsfors kommun och motsvarar från 2016 Ärtemarks distrikt.
Socknens areal är 171,72 kvadratkilometer varav 139,62 land (köpingens areal inräknad). År 2000 fanns här 414 invånare. Tätorten Bengtsfors samt kyrkbyn Ärtemark med sockenkyrkan Ärtemarks kyrka ligger i socknen.   

## Administrativ historik
Socknen har medeltida ursprung.
Vid kommunreformen 1862 övergick socknens ansvar för de kyrkliga frågorna till Ärtemarks församling och för de borgerliga frågorna bildades Ärtemarks landskommun. 1926 utbröts ur landskommunen Bengtsfors köping. Landskommunen inkorporerades sedan 1952 i Lelångs landskommun som 1971 uppgick i Bengtsfors kommun.
1 januari 2016 inrättades distriktet Ärtemark, med samma omfattning som församlingen hade 1999/2000.
Socknen har tillhört län, fögderier, tingslag och domsagor enligt vad som beskrivs i artikeln Vedbo härad. De indelta soldaterna tillhörde Västgöta-Dals regemente och Tössbo kompani.

## Geografi
Ärtemarks socken ligger nordväst om Bengtsfors kring sjöarna Lelång och Ärtingen. Socknen har odlingsbygd vid sjöarna och är i övrigt en starkt kuperad sjörik skogsbygd.

## Fornlämningar
Från stenåldern har boplatser och en hällkista påträffats. Från bronsåldern finns spridda gravrösen. Från järnåldern finns tre gravfält och en fornborg.

## Namnet
Namnet skrevs på 1330-talet Aretamarkh. Namnet har tolkats som '(den del av) Markerna som ligger vid sjön Ärtingen' med efterleden mark, 'gränsskog'. Sjönamnet har antagits haft ett äldre namn Arte, Alpte som innehåller alpt, 'svan'.
Vid folkräkningen 1870 skrevs socknen som Ärtemark men namnvarianterna Ertmark och Artemark fanns också medtagna.

## Befolkningsutveckling
| Befolkningsutvecklingen i Ärtemarks socken 1780–1990                                                    | Befolkningsutvecklingen i Ärtemarks socken 1780–1990 | Befolkningsutvecklingen i Ärtemarks socken 1780–1990 | Befolkningsutvecklingen i Ärtemarks socken 1780–1990 | Befolkningsutvecklingen i Ärtemarks socken 1780–1990 |
| --- | ---------------------------------------------------- | ---------------------------------------------------- | ---------------------------------------------------- | ---------------------------------------------------- |
| |                                                      |                                                      |                                                      |                                                      |
| År |                                                      |                                                      | Folkmängd                                            |                                                      |
| 1780 | 1780                                                 |                                                      | 1 258                                                |                                                      |
| 1790 | 1790                                                 |                                                      | 1 234                                                |                                                      |
| 1800 | 1800                                                 |                                                      | 1 439                                                |                                                      |
| 1810 | 1810                                                 |                                                      | 1 418                                                |                                                      |
| 1820 | 1820                                                 |                                                      | 1 545                                                |                                                      |
| 1830 | 1830                                                 |                                                      | 1 767                                                |                                                      |
| 1840 | 1840                                                 |                                                      | 1 999                                                |                                                      |
| 1850 | 1850                                                 |                                                      | 2 390                                                |                                                      |
| 1860 | 1860                                                 |                                                      | 2 754                                                |                                                      |
| 1870 | 1870                                                 |                                                      | 2 941                                                |                                                      |
| 1880 | 1880                                                 |                                                      | 2 998                                                |                                                      |
| 1890 | 1890                                                 |                                                      | 2 859                                                |                                                      |
| 1900 | 1900                                                 |                                                      | 3 175                                                |                                                      |
| 1910 | 1910                                                 |                                                      | 3 664                                                |                                                      |
| 1920 | 1920                                                 |                                                      | 3 704                                                |                                                      |
| 1930 | 1930                                                 |                                                      | 3 730                                                |                                                      |
| 1940 | 1940                                                 |                                                      | 3 898                                                |                                                      |
| 1950 | 1950                                                 |                                                      | 4 358                                                |                                                      |
| 1960 | 1960                                                 |                                                      | 4 273                                                |                                                      |
| 1970 | 1970                                                 |                                                      | 4 160                                                |                                                      |
| 1980 | 1980                                                 |                                                      | 4 354                                                |                                                      |
| 1990 | 1990                                                 |                                                      | 4 326                                                |                                                      |
| Anm: Källor: Umeå universitet - Tabellverket 1749-1859, Demografiska databasen, CEDAR, Umeå universitet |                                                      |                                                      |                                                      |                                                      |

## Personer från bygden
- John Brynteson, en av Europas rikaste män, kallad Guldkungen.
- Kristian Petri
- Arne Widegård
- Sofie Johannesdotter, den sista kvinnan som avrättades i Norge